# Je me suis fait tout petit (chanson)
Pour les articles homonymes, voir Je me suis fait tout petit.
Je me suis fait tout petit est une chanson de Georges Brassens sortie en 1956, éponyme de l'album dont elle est la première chanson. Elle décrit l'amour de l'auteur envers sa compagne Joha Heiman. 
Albums de Georges Brassens
Les Sabots d'Hélène Oncle Archibald

## Thématique
Dans le premier couplet, Brassens évoque un passé de dur à cuire qui se laisse à présent dominer par sa compagne. Il utilise notamment le champ lexical du chien qui se soumet à son maître : « je rampe et je fais le beau », « j'étais chien méchant », « me fait manger », « j'avais des dents d'loup ».
Dans le deuxième couplet, Brassens reprend l'opposition entre son passé d'homme libre et fier et son présent d'homme soumis. Ainsi, le « dur à cuire » devient « tout chaud, tout rôti ». Il évoque aussi l'aspect à la fois tendre et méchant de sa compagne : elle peut avoir des « dents de lait » ou « des dents de loup ».
Dans le troisième couplet, Brassens évoque le coté jaloux de Joha qui tue, « à coup d'ombrelle », une demoiselle que son homme admire. Cela peut être compris au sens littéral ou au sens figuré, en donnant l'image de Joha qui cache la vue de son homme avec son ombrelle.
Dans le quatrième et dernier couplet, le chanteur parle du « dernier supplice » qu'il subira, probablement lorsqu'il se mariera. Ainsi, l'auteur reprend l'expression « avoir la corde au cou » dans l'extrait « qu'on se pende ici, qu'on se pende ailleurs… s'il faut se pendre ». Joha n'est ni la meilleure ni la pire des compagnes, mais s'il faut se marier, autant le faire avec elle.
Enfin, les couplets sont chacun suivis d'un refrain, quatre au total, dans lesquels Brassens donne une image enfantine de la demoiselle : elle « ferme les yeux quand on la couche », « fait maman quand on la touche », et le chanteur l'appelle « poupée ». Brassens avait en effet pour habitude de surnommer sa compagne « püpchen », qui veut dire « poupée » en allemand.

## Reprises
- Génération, 1991[3]
- Charles Aznavour dans la programme de réveillon sur la première chaîne/ RTF, 31/12/1960
- Renée Claude dans l'album Georges Brassens: j'ai rendez-vous avec vous, en 1993
- Tom poisson dans la représentation Le petit monde de Georges Brassens avec la troupe du phénix, depuis 1996
- Timna Brauer & Elias Meiri dans Chansons et violons en 1997
- Yves Duteil en 1998
- Eva Dénia Trio en 2005
- Baaziz  dans l'album 10 ans de Châabï Rock'n bled en 2005
- Les Ogres de Barback dans l'album Brassens chanté par en 2011
- Koen de Cauter dans Pour un petit bonheur posthume: Hommage à Georges Brassens en 2011
- Eddy Mitchell dans l'album Et Maintenant Quelque Chose De Différent en 2011[4]
- Mustang dans Mustang Reprend en 2012
- Yuri Buenaventura & Zaz  dans l'album Paroles en 2015
- Lionel Abelanski dans l'album Brassens sur Parole(s) en 2016
- Camille Bertaut dans l'album Pas de Géant en 2017
- Christina Rosmini dans le spectacle Tio en 2018
- Les Pornographes dans l'album Les Pornographes chantent Brassens vol.1 en 2019
- Pomplamoose & John Schroeder dans l'EP En Français de 2020
- Juniore en 2021
- Philip Catherine dans l'album Côté Jardin de 2021
- Maxime Le Forestier dans des albums en hommage à Georges Brassens comme Le cahier (40 chansons de Brassens en public) ou Le Forestier chante Brassens (intégrale)